# Natalie Hlubučková-Soukupová
Natalie Hlubučková-Soukupová (* 4. října 1929 Praha) je česká malířka a grafička. 

## Život
Dva roky studovala na Pedagogické fakultě Univerzity Karlovy, od roku 1950 studovala na Akademii výtvarných umění v Praze u profesorů Vojtěcha Rady a Otakara Nejedlého.
Na Akademii se poznala s akad. mal. Vladimírem Hlubučkem (1928 Frýdštejn – 2013) a v roce 1956 se za něj provdala. Má syna a dvě dcery.

## Dílo
Svou tvorbu zasvětila několika okruhům (např. pražské motivy, česká krajina, krajina českého ráje..). věnovala se především krajinomalbě. Hojně malovala na studijních pobytech v Bulharsku a Maďarsku, u nás se zaměřila na krajinu Maloskalska a Prahy.
Pracovala též jako pedagog na LŠU. Je členkou Jednoty umělců výtvarných.

### Výstavy (výběr)
- První samostatné výstavy měla v Praze v letech 1962 a 1963.
- Na výstavě v Galerii Vincence Kramáře v roce 1976 (spolu s Rianou Andrýskovou–Bačákovou), ocenila recenze barevné vyjádření městských zákoutí a krajinomaleb a věrné vystižení dojmů z Jugoslávie[5]
- Podobně byly kladně oceněny její obrazy s pražskými tématy (zejména z Libně) a ze zahraničních cest na výstavě v Galerii bratří Čapků v roce 1980[6]